# دیزج فتحی
دیزج فتحی، روستایی است از توابع بخش مرکزی شهرستان ارومیه استان آذربایجان غربی ایران. نام پیشین این روستا دیزج بهادری است.

## جمعیت
این روستا در دهستان باراندوز قرار داشته و بر اساس سرشماری سال ۱۳۸۵ جمعیّت آن ۹۳ نفر (۱۹ خانوار)
بوده است. زبان مردم روستا تُرکی و اهالی مسلمان شیعه هستند.